# Respiri
Respiri è un film del 2018 diretto da Alfredo Fiorillo, con protagonisti Alessio Boni e Pino Calabrese.

## Trama
Francesco è un ingegnere di quarant'anni che, dopo un periodo di sofferenza, decide di trasferirsi insieme alla figlia nella sua villa di famiglia in riva al lago d'Iseo, in cerca di pace. Tuttavia all'interno della casa, oscure presenze minacciano la ricerca di serenità di Francesco.

## Distribuzione
La pellicola è uscita nelle sale cinematografiche italiane il 7 giugno 2018, distribuito da Europictures.